# Mỹ An, Tây Ninh
Mỹ An là một xã thuộc tỉnh Tây Ninh, Việt Nam.

## Địa lý
Xã Mỹ An có vị trí địa lý:
- Phía đông giáp xã Mỹ Thạnh và xã Thủ Thừa.
- Phía tây giáp xã Tân Phước 1 và xã Hưng Thạnh thuộc tỉnh Đồng Tháp.
- Phía nam giáp phường Khánh Hậu và phường Long An.
- Phía bắc giáp xã Tân Tây.

Xã Mỹ An có diện tích tự nhiên là 32,76 km², quy mô dân số năm 2025 là 20.682 người.

## Lịch sử
Sau ngày 30 tháng 4 năm 1975, địa bàn xã Mỹ An hiện nay vốn là xã Mỹ An Phú thuộc huyện Thủ Thừa, tỉnh Long An.
Ngày 20 tháng 9 năm 1975, Bộ Chính trị Ban Chấp hành Trung ương Đảng Lao động Việt Nam ban hành Nghị quyết số 245-NQ/TW về việc bỏ khu, hợp tỉnh. Theo đó, dự kiến hợp nhất những tỉnh Mỹ Tho, Gò Công, Long An và Bến Tre thành một tỉnh mới, tỉnh được hợp lại sẽ đề nghị Nhà nước quyết định tên và và tỉnh lỵ của tỉnh mới.
Ngày 20 tháng 12 năm 1975, Bộ Chính trị Ban Chấp hành Trung ương Đảng Lao động Việt Nam ban hành Nghị quyết số 19/NQ về việc điều chỉnh hợp nhất một số tỉnh ở miền Nam. Theo đó, dự kiến hợp nhất các tỉnh Long An và Kiến Tường thành một tỉnh mới.
Ngày 24 tháng 2 năm 1976, Hội đồng Chính phủ Cách mạng lâm thời Cộng hòa miền Nam Việt Nam ban hành Nghị định về việc giải thể khu, hợp nhất tỉnh ở miền Nam Việt Nam. Theo đó, địa giới tỉnh Long An (mới) gồm tỉnh Long An (cũ) và tỉnh Kiến Tường.
Ngày 11 tháng 3 năm 1977, Hội đồng Chính phủ ban hành Quyết định số 54-CP về việc hợp nhất một số huyện thuộc tỉnh Long An. Theo đó, hợp nhất huyện Bến Lức và huyện Thủ Thừa thành một huyện lấy tên là huyện Bến Thủ, xã Mỹ An Phú thuộc huyện Bến Thủ.
Ngày 14 tháng 1 năm 1983, Hội đồng Bộ trưởng ban hành Quyết định số 5-HĐBT về việc phân vạch địa giới một số huyện, xã và thị xã thuộc tỉnh Long An. Theo đó:
- Chia huyện Bến Thủ thành 2 huyện lấy tên là huyện Bến Lức và huyện Thủ Thừa.
- Chia xã Mỹ An Phú thành 2 xã lấy tên xã Mỹ An và xã Mỹ Phú [thuộc huyện Thủ Thừa].

Ngày 12 tháng 6 năm 2025, Quốc hội khóa XV ban hành Nghị quyết số 202/2025/QH15 về việc sắp xếp đơn vị hành chính cấp tỉnh. Theo đó, sắp xếp toàn bộ diện tích tự nhiên, quy mô dân số của tỉnh Long An và tỉnh Tây Ninh thành tỉnh mới có tên gọi là tỉnh Tây Ninh.
Trước khi sắp xếp:
- Xã Mỹ An có diện tích tự nhiên là 20,19 km², quy mô dân số năm 2025 là 10.622 người[9] với 4 ấp: 1, 2, 3, 4[10][11].
- Xã Mỹ Phú có diện tích tự nhiên là 12,57 km², quy mô dân số năm 2025 là 10.060 người[9] với 4 ấp: 1, 2, 3, 4[10][12].

Ngày 16 tháng 6 năm 2025, Ủy ban Thường vụ Quốc hội khóa XV ban hành Nghị quyết số 1682/NQ-UBTVQH15 của Ủy ban Thường vụ Quốc hội khóa XV về việc sắp xếp các đơn vị hành chính cấp xã của tỉnh Tây Ninh năm 2025. Theo đó, sắp xếp toàn bộ diện tích tự nhiên, quy mô dân số của xã Mỹ Phú và xã Mỹ An [huyện Thủ Thừa] thành xã mới có tên gọi là xã Mỹ An.